# Mads Jakobsen
Mads Jakobsen (født i 1963) er kommunalpolitiker fra partiet Venstre, der var borgmester i Struer Kommune i perioden 2014-2017.
|  | Artiklen om politikeren Mads Jakobsen kan blive bedre, hvis der indsættes et (bedre) billede. Du kan hjælpe ved at afsøge Wikimedia Commons for et passende billede eller uploade et godt billede til Wikimedia Commons iht. de tilladte licenser og indsætte det i artiklen. |